# Agrilus ngonensis
Agrilus ngonensis é uma espécie de inseto do género Agrilus, família Buprestidae, ordem Coleoptera.
Foi descrita cientificamente por Baudon, em 1968.